# Anse Fauré
L'anse Fauré (en anglais Fauré inlet) est une petite baie de glace, la seule de la partie sud de la péninsule Monteverdi (en), dans la portion sud de l'île Alexandre-Ier en Antarctique.
Elle a été découverte et cartographiée par Finn Ronne et Carl Eklund (en) du United States Antarctic Program en 1939–1941. Elle est nommée en 1977 par le UK Antarctic Place-Names Committee en hommage au compositeur français Gabriel Fauré.